# Domenikon
Domenikon est un village de Grèce situé en Thessalie, dans la municipalité d'Elassóna, nome de Larissa. Bâti à une altitude de 280 m, il est situé à environ 35 km au nord-ouest de la ville de Larissa. Sa population en 2001 était de 677 habitants.